# Suezmax

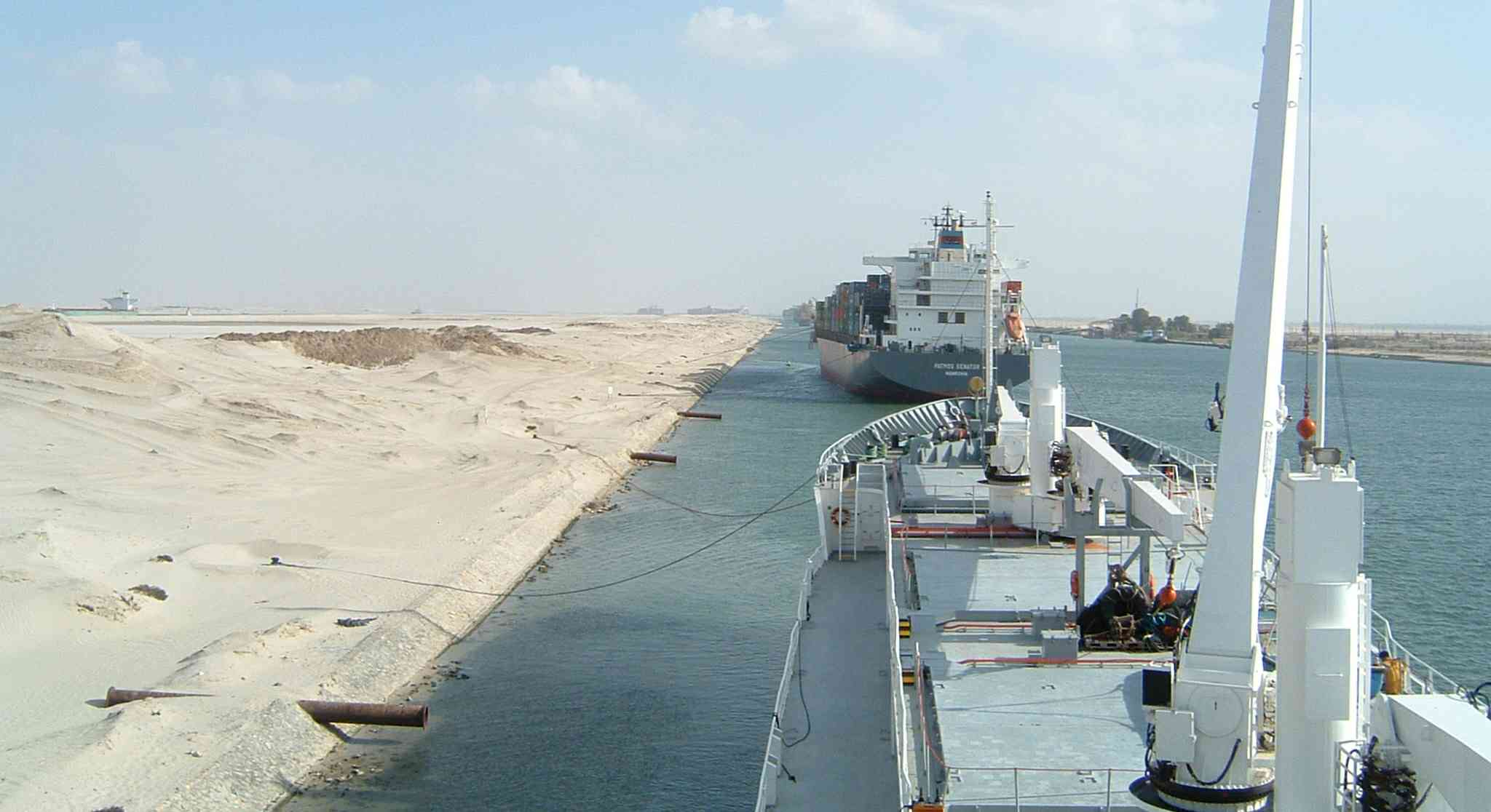
Schepen voor het Suezkanaal.

Schepen van de Suezmax klasse zijn ontworpen om de beschikbare diepte en breedte van het Suezkanaal in Egypte maximaal te benutten. De capaciteit van het kanaal is de voorbije decennia sterk geëvolueerd. Van 80.000 DWT in 1962 tot 150.000 DWT in 1980. De schepen worden voornamelijk gelimiteerd door de diepte van het kanaal en de hoogte van de brug over het Suezkanaal. De laatste uitdieping van het kanaal laat schepen met een maximale diepgang tot 20 meter of ongeveer 240.000 DWT toe het kanaal te bevaren. Een typisch Suezmax schip heeft een breedte van ongeveer 50 meter en maximale hoogte van 68 meter boven het water.
Deze maten zijn grofweg tweemaal zo groot als die voor de oude sluizen van het Panamakanaal, de Panamax, alhoewel het Panamakanaal zestig jaar later is aangelegd. Sinds 2016 is er aan elke kant van het Panamakanaal een derde, groter sluizensysteem in gebruik. Het Suezkanaal heeft in tegenstelling tot het Panamakanaal geen sluizen. Enkel de grootste schepen, Capesize genoemd, kunnen niet door het kanaal en moeten de Kaaproute rond Kaap de Goede Hoop nemen. 